# 에가와 히사오
에가와 히사오(江川央生, 1962년 9월 13일 ~ )는 일본의 남자 성우이다.

## 출연작품

### TV 애니메이션
1991년
- 몽키삼총사
- 겟타로보 GO
- 드래곤 퀘스트 다이의 대모험 (제1작) (병사, 날뛰는 원숭이, 사냥꾼 B, 리칸트, 기사 외)
- 하이스쿨 미스테리 학원7대불가사의 (오츠키 교수)
- 매지컬 타루루토군 (남,집,철판,꽃집 점장)

1992년
- 짱구는 못말려 (1992년 - 2015년, 강사, 와카노리 남자, 다이빙 강사2, 티셔츠, 스페인인 외)
- 키테레츠 대백과(니시무라, 덤프의 운전기사, 디렉터, 상복, 보스 라이온, 운전기사, 에도가와)
- 수퍼 빅쿠리맨 (자루도스)
- 쓰요시 정신차려 1992년 - 1994년, 팔백칠백아저씨 <초대>, 경찰, 아저씨, 하시모토, 루키치)
- 드래곤볼 Z (1992년 - 1995년, 필로시키, 아크아, 미고랭, 파포이, 스포포비치, 올리부 <2대> 외)
- 미소녀전사 세일러문 (1992년 - 1994년 방송국원, 밴드맨, 보스네코, 병사, 저콕 외 - 3시리즈
- 아랑전설 (1992년 - 1993년 호아자이, 깡패1) - 2시리즈
- 마보로시 마보쨩 (모코짱)

1993년
- 푸른전설의 슛(오오츠카 시게키)
- 검용전설 YAIBA (카게토라, 카네보박사)
- GS미카미(유령, 비서, 간부, 풀의 남자, 바이롯트, 코치, 오른쪽의 귀문, 석상, 뉴스 캐스터, 담임)
- SLAM DUNK (마키 신이치)

1994년
- 기동무투전 G건담 (소장)
- 진권전설 타이드 로드 (제라르 제라인)
- 바다의요정 티코(세파치 아노)

1995년
- 애니메 세계동화 (농부, 갱부, 가이 경, 부하2)
- 공상과학세계 걸리버 보이(선생님, 사제, 마론)
- 황금용자 골드란(배틀 스키)※제17화
- 마멀레이드 보이 (경찰)

1996년
- 게게게의 키타로(제4작) （1996년 - 1998년、くびれ鬼、猫又、猫仙人、三高竹蔵、ランスヴィル 외）
- 지옥선생 누베(1996년 - 1997년 지장학, 운전사, 산신령, 귀신)
- 용자지령 다그온(크로이와 게키)

1997년
- 지옥선생 누베(귀)
- 슬레이어즈 TRY(그라보스)
- 요리왕 비룡 (알, 스킨헤드 남자)
- 초마신영웅전 와타루(로보맨, 큰남자)
- 포켓몬스터(공사감독)
- 용자왕 가오가이가(휴마 게키, 골디맥)
- 불꽃의 염(爪丸)

1998년
- 돗키리 닥터(스모부 주장)
- TRIGUN(마빈, 남자1, 건맨3)
- 이차원의 세계 엘하자드（카스코트）
- MASTER키튼(1998년~1999년, 트럭 운전사,켄돌의 졸개)
- 유☆희☆왕(親分風の男、렛트)
- 로도스도 전기 - 영웅기사전(라비트)
- 몽키매직(모토보스)

1999년
- 김전일 소년의 사건부（1999년 - 2000년、스님、바알、이시카와 타카시）
- ∀건담(영주1)
- 디지몬 어드벤처(오가몬, 무겐드라몬)
- 마법사 오펜Revenge
- MASTER키튼)(켄드루의 부하)
- 무한의 리바이어스

2000년
- 이누야샤(긴코츠)
- 기교기전 히오우 전기(이지)
- 승부사 전설 테츠야 (토쿠조, 남1)
- 사쿠라 대전TV(백은의 악마)
- 주간 스토리 랜드 (2000년 - 2001년, 우에스기 아키라, 빚쟁이 B, 야마구치, 기자1, 오자키 가즈토요 외)
- 닌자보이 란타로 (2000년 - 2018년, 때죽나무 타케, 야스노 유즈루, 벼락부자 토지에몬 <2대> 외)
- 하지메의 일보 (2000년 - 2013년, 오타 히로유키, 시마부쿠로 이와오) - 2시리즈
- 부기팝은 웃지 않는다 Boogiepop Phantom(모리타 순경)
- 마슈란보(아이리스)
- 명탐정 코난 (2000년 - 2018년, 호시노 하루유키, 비토 켄고, 겐자키 오사무, 후쿠치 나오카즈, 홋타 형사, 스도 운조, 마츠다 사몬지 <2대>, 오가타 마사아키, 히가시토이치로 외)
- ONE PIECE (2000년 - 크로오비, 플립, 코기, 콜트, 존 자이언트, 우대신, 디에스 배럴스)

2001년
- 가이스터즈(월파 샤마렐)
- 샤먼킹(모스케)
- 스크라이드(공안,대원)
- Z.O.E Dolores, i(바지리코 바지리크스)
- 체포하겠어 SECOND SEASON(쿠로베)
- 아주 좋아해! 부부차차(하마트럭)
- RAVE(오토카게)

2002년
- 아따맘마 (2002년 - 2005년, 선생님, 회사원1, 야채가게, 체육선생님 <2대>, 운전기사3 외)
- OVERMAN킹게이너(얏사바 진)
- 근육맨II세(2002년 - 2004년, 다크 만타로, 브로크스) -2시리즈
- 기동전사 건담SEED(호프만 부관)
- 십이국기(호손)
- 도라에몽(점주,군고구마가게,도둑 외)
- 히트가이 제이(타키)
- 풀 메탈 패닉!(코이)
- ONE PIECE(필립)

2003년
- 금색의 갓슈벨!! (달모스)
- SPACE PIRATE CAPTAIN HERLOCK (사부)
- TEXHNOLYZE(소노다 아키히사)
- 풀 메탈 패닉 후못후(초콜릿)
- 모험유기 플러스터 월드(자나그르,키카줄)
- 보보보-보 보-보보(키라리노)

2004년
- 근육맨II세 ULTIMATE MUSCLE(브로크스)
- 케로로중사(웃키)
- 사무라이 건(호산)
- 사무라이 참프루(청허브)
- NARUTO -나루토-(후크스케)
- 폭렬천사(에이지)
- 불의새(월단)
- 히트가이 제이（타키）
- 뷰티풀 죠(알란·키스)
- 블랙잭(아지지)
- BLEACH(쉐리카,노름판의 주인)
- BECK(믹 짱)
- 망상대리인
- RAGNAROK THE ANIMATION(호르클렌)

2005년
- ARIA The ANIMATION(아카츠키의 형)
- 우에키의 법칙(새벽의 오빠)
- 쾌걸 조로리(스즈키 사쿠라)
- SPEED GRAPHER(마카베)
- Xenosaga THE ANIMATION(앤드류 체렌코프)
- 트랜스포머 사이버트론(잭 쇼트)
- BLACK CAT(나이저 브락카이머)
- 용자왕 가오가이거FINAL GRAND GLORIOUS GATHERING (휴마 게키)
- 록맨 에그제BEAST

2006년
- ARIA The NATURAL (아카츠키의 오빠)
- 건 퍼레이드 오케스트라(센쥬의 아버지)
- 긴타마 (2006년 - 2018년 사이고 도쿠모리, 슈와) - 3시리즈
- 결계사(요키)
- 수왕성(로키 박사)
- 도라에몽(쿄보)
- BLACK BLOOD BROTHERS(바드리크·세리벤)
- BLACK LAGOON(아브레이고)
- 유☆희☆왕 듀얼몬스터즈GX(유벨)※127화까지 역할의 이름 표기 없음
- 꿈의 사도(현장감독)
- 극장판 동물의 숲(달만)

2007년
- 기신대전 기간틱·포뮬러(라쿠이치 라이조)
- 게게게의 키타로(제5작)
- 일하는 키즈 마이 햄스터(타카타)
- 마인탐정 네우로(츠츠이 쇼타)
- RED GARDEN(란디)

2008년
- 앨리슨과 리리아(남1)
- 카이바(바닐라)
- 기동전사 건담00 세컨드 시즌(아서·굿트맨)
- 오늘의5의2(타카무라 선생)
- 묘지의 키타로(회장)
- 서양골동양과자점 ~안티크~(카와구치 젬 회장)
- 은의 왕(시라누이)
- PERSONA -trinity soul-(이토 쿠니오)
- 마법사에게 소중한 것 ~여름의 하늘~(숲)
- 미치코와 핫친
- 오늘의 5학년 2반 (타무라 선생)

2009년
- 크레용 신짱(도적의 두목)
- 고르고13(버나드·케리)
- 누이와 동생이야기(디렉터)
- 안녕 앤〜Before Green Gables(마크개반)
- 정글 시로 -용기가 미래를 바꾼다―(헌터)
- 창천항로(조홍)
- 도라에몽(탑 가게)
- 강철의 연금술사 BROTHERHOOD(부교주)

2010년
- 드래곤볼 카이 (피로시키, 스포포빗치,호라)
- 나루토 질풍전
- 포켓몬스터 베스트위시
- 메탈 파이트 베이블레이드(게오르그)
- 레인보우 2사 6방의 7인 (이가라시)

2011년
- 언젠가 천마의 검은 토끼 (중년 엘프)
- 스티치~ 쭈욱 최고의 친구들~(두목)
- TIGER & BUNNY (작업자, 폭탄마)
- 타마유라~hitotose~(이치로)
- 토리코(모리야)
- 파이 브레인 신의 퍼즐 (2011년 - 2012년, 식당 아저씨) - 2시리즈
- 블레이드(사라기)

2012년
- 기동전사 건담 AGE - 자날드 베이하트
- 스켓 댄스 (쿠츠와 다이지로)
- 스마일 프리큐어!（ワルブッター）
- 마브러브 얼터너티브 츠쿠요미는 어둠에 있어 (교관)
- 하이스쿨 D×D (자토우지)
- BTOOOM! (키라 요시히사)
- Persona4 the ANIMATION (2012년 - 2014년, 다이다라 아저씨) - 2시리즈
- 원피스: 에피소드 오브 나미 ~항해사의 눈물과 동료의 인연~ (쿠로오비)

2013년
- 세인트 세이야 오메가 (아이가이온)
- 듀얼 마스터즈 (2013년 - 2016년, 재키, 보스가츠)
- 나루토 SD 록리 청춘 풀파워 인전 (킬러비)
- 팔견전 -동방팔견이문- (켄타의 아버지)

2014년
- 새벽의 연화
- 신격의 바하무트
- 그래도 세계는 아름다워
- 디스크 워즈: 어벤저스 (닉 퓨리)
- 히어로 뱅크（虎井獅子男）
- 모모큔 소드 (텟키)

2015년
- 아르슬란 전기 (샤가드)
- 우시오와 토라 (히토츠키)
- 코멧 루시퍼 (빈센트 더들리)
- 드래곤볼 슈퍼 (2015년 - 2018년, 필로시키, 피리나, 아니라자)

2016년
- orange (애즈의 아버지)
- 우귀 -KAGEWANI- (이와사키 형사)
- 타이거 마스크W (고릴라 제트신)
- 하이큐!! 시리즈 (우카이 케이신)
- 월드 트리거 (가트린)

2017년
- 나츠메 우인장（ヒャッコ）
- 카케구루이 (키도 준)
- 키라키라☆프리큐어 아라모드 (글레이브)
- ONE PIECE 에피소드 오브 동쪽 바다~ 루피와 4명의 동료들의 대모험!!~ (쿠로오비)
- 볼룸에 오신 것을 환영합니다 (바실리 톨카체프)

2018년
- 그랑크레스트 전기 (대장장이의 우두머리)
- BEATLESS (스즈하라 슌지) - 2시리즈
- 메갈로 복스（ポチョムキン東）
- BORUTO -보루토- NARUTO NEXT GENERATIONS (킬러 비)
- PERSONA5 the Animation (2018년 - 2019년 이와이 무네히사) - 1시리즈 + 특별편
- 은하영웅전설 Die Neue These 해후 (아우구스트 자무엘 바렌)
- 이나즈마 일레븐 아레스의 천칭
- 게게게의 키타로 (제6작)
- 백 스트리트 걸스 (이와무라 타로)
- 바키
- 바나나 피쉬 (이왕룽)
- 꼭두각시 서커스 (나카마치 시노부)
- 소드 아트 온라인 앨리시제이션 (사드레)
- 세인트 세이야 세인티아 쇼 (타츠미)

2019년
- 전생했더니 슬라임이었던 건에 대하여 (돌프)
- 털뭉치 곤지로 (2019년 - 2020년, 내레이션)
- 페어리 곤 (ビーヴィー・リスカー) -2시리즈

2020년
- 도로헤도로 (바우크스)
- 디지몬 어드벤처: (우가몬, 리벨리몬)
- 킹스레이드: 의지를 잇는 자들 (에아토라)

2021년
- 전생했더니 슬라임이었던 건에 대하여 (돌프)
- 나의 히어로 아카데미아 (쿠루마다 요시마루)
- 사쿠간 (워루슈)
- 신칸센 변형로보 신카리온 (왕)
- 디지몬 고스트 게임 (메탈팬텀몬, 스칼그레이몬)
- 테슬라 노트 (에골)

### 게임
1992년
- 드래곤 슬레이어 영웅 전설II (나레사 촌장) ※PC엔진판

1993년
- 더블 드래곤 II 더 리벤지 ※PC 엔진 SUPER CD-ROM 2판
- 메탈엔젤

1994년
- 카이져 너클(곤잘레스)
- 써크III(윤카스)
- 로쿠데나시 BLUES 대결! 도쿄 사천왕 (시마부쿠로 대, 나카타 코베지, 야쿠시지)

1995년
- 사이드포켓 2 전설의 하슬러 (주니어)
- 슈퍼 슬램즈 -FROM TV ANIMATION SLAM DUNK-(마키 신이치) ※아케이드판
- 더블 드래곤(춘푸 듀크)
- TV 애니메이션 슬램덩크2 IH 예선 완전판!! (마키 신이치) ※슈퍼 패미컴판
- 프라이빗 아이 달러 (사와다 시게키)

1996년
- 스타 글래디에이터(게렐트)
- DEAD OR ALIVE(바이맨)

1997년
- 새턴 봄버맨 파이팅!! (골렘 봄버)
- 스타폭스64(팔코 람바르디, 울프 오도넬 외)
- 토발2(일 고가)
- 드래곤나이트4 (가리방)
- 페다2 화이트=사지 더 플래툰(자하르트 15세, 버트 발튀쿠스)
- 랭글리서 I & II (손)

1998년
- 샤이닝 포스 III 시나리오 2 노렸던 신자 (록, 도미네이트)
- 샤이닝 포스 III 시나리오 3 빙벽의 사신궁(록, 도미네이트)
- 조조의 기묘한 모험 (모하메드 압둘[40])
- 신세대 로봇 전기 브레이브 서거 (흑암 격문)
- DEAD OR ALIVE ++(바이맨)
- 유☆희☆왕 몬스터 캡슐 브리드 & 배틀 (무토 소로쿠)
- 입체 닌자 활극 천주(귀음)
- 비버스앤배트헤드 버추얼-아호증후군
- 크라이시스 비트(오토)

1999년
- 그로랜서(벤젤)
- 죠조의 기묘한 모험 (모하메드 압둘, Z.Z) ※PS판
- 조조의 기묘한 모험 미래의 유산 (모하메드 압둘)
- 멜티랜서 The 3rd Planet(덩케르크)

2000년
- 도라에몽3 마계의 던전 (암흑대왕 키신, 카르복시)
- 브레이브 서거 2 (흑암격, 화마격, 골디마그)
- 북두의 권 세기말 구세주 전설 (작칼 규키)
- 입체 닌자 활극 천주삼 (귀음인, 주작)

2001년
- 결전II(전위, 서황)
- 사몬나이트2 (에스가르드, 아우고, 갈레아노)
- 대난투 스매시 브라더스 시리즈(2001년 - 2018년, 팔코 람바르디, 리틀 맥 <X>, 나이트메어) - 5편

2002년
- 그랜디아 익스트림(브랜들)
- 제노사가 에피소드 I [힘에 대한 의지] (앤드루 체렌코프)

2003년
- 사쿠라 대전 ~뜨거운 피에~ (나찰)
- 진·삼국무쌍 3편 - 2004년, 조인 - 3편
- 스타 오션 Till the End of Time (쉘비)
- 제2차 슈퍼 로봇 대전α(화마격, 골디마그)
- 천주삼(귀음)
- 강철의 연금술사 날 수 없는 천사 (간츠 브레슬로)
- 와일드 암스 알터코드 : 에프 (고브, 배드뉴스)

2004년
- 애니메이션 배틀 열화의 불꽃 FINAL BURNING (몬도, 좀비)
- 에어포스 델타 블루윙 나이츠(홀스트 프레니들, 도널드 장, 로버트 윌리엄스)
- 짱구는 못말려 폭풍우를 부르는 시네마랜드의 대모험!
- 결전III(마쓰나가 히사히데, 다케다 가쓰요리)
- 사쿠라자카 소방대(호리코시 다카오)
- 스타 오션 Till the End of Time 디렉터스(쉘비)
- 전국무쌍(이시카와 고에몬, 일반무장)
- 전국무쌍 맹장전 (이시카와 고에몬, 일반무장)
- DIGITAL DEVIL SAGA 아바타르 튜너 (믹 더 닉)
- NINJA GAIDEN(가모프)
- 메탈기어 솔리드3 스네이크이터 (더페인)
- 록맨 제로3(트레테스타 켈베리안)

2005년
- OZ -오즈 -(가름)
- 아랑전 Breakblow (오사다 히로시, 크라이 베이비 사쿠라)
- 격·전국무쌍(이시카와 고에몬)
- 샤이닝 포스 네오(라이노스)
- 진삼국무쌍4 (조인) - 2작품
- 스타워즈 리퍼블릭 커맨드 (델타 식스 투 "스 코치")
- 스타폭스 어썰트(팔코 람바르디)
- 제3차 슈퍼로봇대전α 종언의 은하로 (골디마그)
- DIGITAL DEVIL SAGA 아바타르 튜너 2 (믹 더 닉)
- 천외마경III NAMIDA (치베)
- 보보보보 보보 탈출!! 하지케 루아얄 (키라리노)
- 천주인대전(귀음)
- 로맨싱 사가 -민스트렐송- (수룡)
- 와일드 암스 더 포스 디토네이터 (토니 프로스트, 의회 기사단병, 바르바로이, 이프리트, 핀드, 배드 뉴스)
- ONE PIECE 그라바토! RUSH (크로마리모, 크로오비, 오로성)

2006년
- 악마성 드라큘라 갤러리 오브 라비린스 (브로넬)
- 조조의 기묘한 모험 팬텀 브래드(잭)
- 전국무쌍2(2006년 - 2007년, 시마즈 요시히로, 일반 무장) - 3작품
- 타임크라이시스4(마커스 블랙 대위, 그레고리 바로스 중령)
- 천외마경 ZIRIA~ 아득한 지팡구~ (운기리)
- 천하인(혼다 다다카츠)
- 드래곤볼Z Sparking! NEO(천하대무도회 아나운서, 프리자군 병사2)

2007년
- 아랑전 Breakblow Fist or Twist (오사다 히로시, 크라이 베이비 사쿠라)
- 은혼 만사야추~부츠코마블 동영상 (사이고 도쿠모리)
- 샤이닝 윈드(진크로우)
- 진·삼국무쌍 5(2007년~2009년 조인~) - 2작품
- 슈퍼로봇대전 OG ORIGINAL GENERATIONS (무라타)
- 슈퍼로봇대전OG외전(무라타)
- 전국무쌍 KATANA (시마즈 요시히로, 일반 무장)
- 대괴수 배틀 ULTRA MONSTERS(글로잠)
- 드래곤볼Z Sparking! METEOR (스포포비치, 천하대무도회 아나운서, 프리자군 병사2)
- 무쌍 OROCHI (이시카와 고에몬, 시마즈 요시히로, 조인, 일반 무장)

2008년
- 슈퍼로봇대전Z (얏사바 진)
- Street Gears (러쉬)
- 전장의 발큐리아(라르고 포텔)
- 무쌍오로치 마왕재림 (이시카와 고에몬, 시마즈 요시히로, 조인, 일반무장)
- 용과 같이 견참! (우에타)

2009년
- 전국무쌍3 (2009년 - 2011년, 시마즈 요시히로) - 4작품
- 무쌍 OROCHI Z (이시카와 고에몬, 시마즈 요시히로, 조인, 일반 무장)

2010년
- 더 서드버스데이(셀로니어스 클레이)
- 진·삼국무쌍 MULTI RAID 2 (조인)
- 스프린터 셀 콤비션 (앤드리 코빈)
- 드래곤볼 히어로즈 (2010년 - , 인조인간 14호, 비도, 스포포비치, 아니라자) - 5작품 [주 3]
- 드래곤볼 레이징 블라스트 2(인조 인간 14호)
- 트리니티 질올 제로(도라도)
- 나루토 -나루토 -질풍전 (2010년 -2016년, 킬러비 [41][42]) - 6작품
- Fate/EXTRA(랜서)
- 메탈파이트 베이블레이드 정상결전! 빅뱅 브레이더스(게오르그)

2011년
- SD 건담 GGENERATION 시리즈(2011년 - 2019년, 아더 굿맨) - 3작품
- 진·삼국무쌍 6 (조인) - 3작품
- 진·삼국무쌍 NEXT (조인)
- 전국무쌍 Chronicle (시마즈 요시히로)
- 전장의 발큐리아 3 -Unrecorded Chronicles- (라르고 포텔)
- 제2차 슈퍼로봇대전Z 파계편 (개리 고던)
- TROY무쌍(아가멤논)
- 무쌍 OROCHI 2 (이시카와 고에몬, 시마즈 요시히로, 조인, 일반 무장)
- 용과 같이 OF THE END (아즈미)

2012년
- 영웅 전설 영의 궤적 Evolution (가르시아 로시 [43)]
- 샤이닝 블레이드(하치로, 브레이번)
- 진북두무쌍(팔코[44], 오가이[45])
- 슈퍼로봇대전 OG 서거 마장기신II REVELATION OF EVIL GOD (서넌 티안플라 서트)
- 전국무쌍 Chronicle 2nd (시마즈 요시히로 [46])
- 제2차 슈퍼 로봇 대전 OG(무라타)
- 제2차 슈퍼 로봇 대전Z 재세편 (아서 굿맨)
- 바이너리 도메인(신당)
- 원피스 ROMANCE DAWN 모험의 새벽 (크로오비)

2013년
- 카오스 히어로즈 온라인 (블로켄 [47], 가리토스 [48])
- 슈퍼로봇대전 Operation Extend(개리 고던)
- 샤이닝 아크(한스[49])
- 죠조의 기묘한 모험 올스타 배틀 (퍼플 헤이즈 [50]) ※ DLC 추가 캐릭터
- 진삼국무쌍7 (조인[51])
- 진삼국무쌍7 맹장전 (조인[52])
- 스프린터 셀 블랙리스트 (앤드리 코빈)
- 세븐스 드래곤 2020-II [53]
- 디지몬 어드벤처(오가몬, 무겐도라몬)
- 무쌍 OROCHI2 Ultimate (이시카와 고에몬, 시마즈 요시히로, 조인, 일반 무장)

2014년
- 영웅 전설 푸른의 궤적 Evolution (가르시아 로시)
- 슈퍼히어로 제너레이션(글로잠)
- 전국무쌍 Chronicle 3 (이시카와 고에몬[54])
- 전국무쌍4 (시마즈 요시히로 [55], 이시카와 고에몬 [56])
- 히어로뱅크(토라이 사자남[57][58]) - 2작품
- ONE PIECE 원피스 킹스(크로오비)

2015년
- 조조의 기묘한 모험 아이즈 오브 헤븐 (퍼플 헤이즈)
- 슈퍼로봇대전 BX (자날드 베이하트, 골디마그)
- 용과 같이 0 맹세의 장소 (도지마 종병[59])

2016년
- 그랑블루 판타지(매디[60])
- 디지몬 월드 -next 0rder-(타이타몬)
- Fate/Grand Order(제로니모[61], 블라도 3세[EXTRA])
- 페르소나 5 (이와이 무네히사 [62)]

2017년
- LOST SPHEAR (디언트 [63])
- 용과 같이 극 2 (도지마 종병)

2018년
- 은혼난무 (사이고 도쿠모리)
- 진·삼국무쌍 8 (조인[64])
- 전장의 발큐리아 4 (댄 벤틀리 [65], 라르고 포텔 [66]) - 라르고 포텔은 DLC 추가 캐릭터
- 토쿄 방과후 사모너스(에이길[67])
- 내기 케구루이 치팅 어로드 (키도 준 [68]

2019년
- 리볼버즈에이트 (손오공 [69])
- 슈퍼로봇대전T(골디마그)
- 슈퍼 드래곤볼 히어로즈 월드 미션(스포포비치, 아니라자, 인조인간 14호, 비도)
- 귀노쿠니 (제파)
- 블레이드 엑스로드(아르스 마그나[70])
- 페르소나 5 더 로얄 (이와이 무네히사)

2020년
- 드래곤볼Z 카롯(스포비치 보라)
- 소드 아트 온라인 앨리시제이션 리코리스
- 영웅전설 창의 궤적 (가르시아 로시 [71])
- 여자친구(가) (악 도우미맨)

2021년
- 슈퍼로봇대전 30(골디마그)

### 더빙

#### 외화
- 아마드 무장지대 (베인즈 <로렌스 피시번>)
- 어썰트 13 요새 경찰 ※TV 아사히판
- 아메리칸 갱스터 (니키 번즈 <쿠바 굿딩 Jr>)
- 얼티멋(K2)
- 인셉션 (유스프 <딜립 라오> [72]) ※TV 아사히판
- 인터뷰 위드 뱀파이어 (갬블러 <존 매코널>) ※소프트 버전
- 울버린: X-MEN ZERO (존 라이스 / 케스트렐 <윌 아이 엠> [73])
- 8 Mile(데이빗)
- 엘리미네이트 솔저(제이슨 프라이스)
- 오션스 12 (로맨 나이젤 <에디 이자드>) ※니혼TV 버전
- 캐주얼 티즈 (브라운 오장 <에릭 킹>) ※후지TV 버전
- 기원전 1만년 (나쿠두) ※TV 아사히판
- 크루세이더스(앤드루<튀레 리펜슈타인>)
- 검은 사법부 0%로부터의 기적 (월터 매클밀리언 <제이미 폭스> [74])
- 격철 GEKITETZ 바르샤바의 표적 (자객 <데오비아 오파레이>)
- 콜로니5(브리그스 <로렌스 피시번>)
- 원숭이 행성: 신세기(포스터)
- 삼총사/왕비 목걸이와 다빈치의 비행선 (포르토스 <레이 스티븐슨>) ※TV 아사히판
- 선더버드(마리온<데오비아 오퍼레이>)
- 삼바 (이사카 사와도고)
- 시크릿 아이즈(레이 카스텐 <키웨테르 이조포>)
- 행복에의 기적(독재자)
- 10명의 도둑들(수사과장)
- 조나 헥스(조나 브롤린)
- DC 익스텐디드 유니버스(디거 허크네스 / 캡틴 부메랑 <제이 코트니>)
  - 스사이드 스쿼드
  - 더 수사이드 스쿼드 "극" 악당, 집결
- 세크레타리아트/기적의 서러브레드(에디 스웨트<넬산 엘리스>)
  - 솔저 (케인 607 <제이슨 스콧 리>)
  - 솔저 보이즈(몬스터<세드릭 테렐>)
- 다크 크리스탈 ※ BD판
- 터미널 (조 말로이 <샤이 맥브라이드>) ※후지TV판
- 다이 하드3(오토) ※소프트판
- 007 카지노 로열 (스티븐 오반노 <이작 드 반코레>) ※ 소프트 버전
  - 댄스 위드 울브스 ※TV 아사히판
  - 댄스 레볼루션(B.B.)
  - 댄스 레볼루션 더 뉴스타일(타지)

CHAPPIE / 처피 (미국 <호세 파블로 칸티조>)
- 침묵의 성전 (장타판 장군) ※DVD 비디오판
- 트윈스 이펙트(프라다<앤소니 원>)
- 데이 애프터 투모로 (루서 <글렌 플러머>) ※소프트 버전
- 데드록 (아이스맨 <빙 레임즈>)
- 데빌 (벤 라슨 <보킴 우드바인>)
- 트루 로맨스 (빅 돈 <새뮤얼 L 잭슨>) ※DVD · 비디오판
- DRAGONBALL EVOLUTION (얌차 <박준형>)
- 트랜스포머 시리즈 (사이드 스와이프)
  - 트랜스포머/리벤지
  - 트랜스포머/다크사이드 문
  - 트랜스포터 3 언리미티드
- 네버 백다운(잔 <자이먼 훈수>)
- 노토리어스 B.I.G. (노토리어스 B.I.G. <자마르 울라드>)
- 바이오하자드 시리즈
  - 바이오하자드II 아포칼립스(로이드 J 웨인 <마이크 엡스>) ※소프트 버전
  - 바이오하자드 III(로이드 J 웨인 <마이크 엡스>) ※소프트 버전
  - 바이오하자드 V 리트리뷰션 (배리 버튼 <케빈 듀랜드> [76) ※TV 아사히판
- 배드 보이즈 2 배드 (플레처) ※ TV 아사히판
- 패닉 몰(글렌 사보이 <롭 에스테스>)
- 해리포터 시리즈(펜릴 그레이백 <데이브 레제노>)
  - 해리포터와 의문의 왕자
  - 해리포터와 죽음의 성물 PART 1
- 밴티지 포인트
- 피자 남자의 비정상적인 사랑 (오티스 브로스 <보스틴 크리스토퍼>)
- 파이어볼 불덩이 초특급 (라이언 <브라이언 주네스>)
- 프라이드 영광에의 유대 (부비 마일즈 <데릭 루크>)
- 플래닛 텔러 in 그라인드 하우스 (애비 <나빈 앤드류스>)
- 프리즌 프리크(리나드<마이클 샤논>)
- 브레이크 어웨이(페트로비치)
- 블레이드 블러드 오브 카슨 (블레이드 <커크 존스>
- 프런티어 (사뮈엘 르 비앙)
- 백악관 다운 (콜필드 장군 <랜스 레딕> [78])
  - 매직 마이크 (타잔 <케빈 내시>)
- 매직 마이크 XXL (타잔 <케빈 내시>)
- 머니 트레인 ※TV 아사히판
- 메탈 토네이도(그렉)
- 맨 인 블랙 3 (제임스 대럴 에드워즈 대령 <마이크 콜터>)
- 용사들의 전장 (자마르 아이켄 <커티스 "50센트" 잭슨>)
- 요새감옥 프리즈너 107 (프레드 위트모어 <포레스트 위테카>) ※ DVD 신록판
- 라일라에게 속수무책(티토)
- 레옹 (베니, 톤토) ※오리지널판
- 레드 벨트 상처투성이 파이터
- 로드 트립(로렌스)
- 와일드 스피드 X2 (테즈 파커 <크리스 "류다크리스" 브리지스>) ※소프트판

#### 드라마
- iCarly
- 뉴올리언스
- 시즌1 #4 (맥스울프)
- 시즌2 (제드 헤이스팅스 <패트릭 브레넌>)
- NCIS ~ 네이비 범죄수사반 시즌8 #19 (힌들리 소장)
- 기관차 토마스 (황소의 챔피언, 스크래피, 크랭키, 젬 콜, 데릭, 디젤 (대역) 외) ※후지TV판
- 로열 페인스 2 셀럽 진료 파일(피트)
- 킬링/26일간 (스탠 라센 <브렌트 섹스턴>)
- 크리미널 마인드 FBI 행동분석과
  - 시즌3 #9, 5 #1 (워커 형사 <존 에딘즈>)
  - 시즌 11 #16 (젊은 행크 모건 <바이런 마크 뉴섬>)
- THE MENTALIST 멘탈리스트 수사 파일 (웨인 리그스비 <오언 이오만>)
- 삼국연의 (중국중앙전자시대제작) (하후돈) ※NHK-BS2판
- 삼국지 적벽 전투 레드클리프의 모든 것 (중국 중앙전자대 제작 재편집 DVD판) (장비)
- 슈퍼내추럴(고든)
- SCORPION / 스코피온 시즌 1 #21 (사이먼 보이드 <알렉산더 채플린>)
- 섹스 앤드 더 시티 (시본 윌리엄스)
- 데스퍼레이트한 아내들 7 (데릭 예거)
- 24 - TWENTY FOUR - 시즌3 (헥터 살라자르 <빈센트 라레스카>)
- NUMBERS 천재 수학자의 사건 파일 시즌3 #21 (포니 후네스 <우드 해리스>)
- 번 노티스 간첩의 역습 (강도의 일당)
- Happy! (닉 삭스 <크리스토퍼 멜로니>)
- 바빌론 5 (Dr. 스티븐 프랭클린 <리처드 빅스>)
- 파워레인저 라이트스피드 레스큐(인피니터)
- 반격의 구조 미션(마스크<숀 파크>)
- 블루블러드 ~NYPD 가족의 유대~
- BONES 시즌4 #12 (매그넘 더 스트롱맨)
- 미디엄 7 마지막 장 (프랭크 다벤보트 <제이슨 배기>)
- 라이 투 미 거짓말은 진실을 말하는 시즌2 #4 (에릭 마시슨 <가렛 딜라헌트>)
- LOST (사이드 잘러 <나빈 앤드류스>)

#### 애니메이션
- 알라딘의 대모험(경호원, 가신, 상인 외)
- 캐스퍼
- 서프스 업2(JC)
- 배트맨: 브레이브&볼드(데스페로)
- 해피 피트2 춤추는 펭귄 구조대 (시모어)
- 아빠는 구피
- 몽키매직(모토보스)
- 극장판 하이큐!! 쓰레기장의 결전(우카와 케이신)